# ایساک فلیکس دا سیلوا
ایساک فلیکس دا سیلوا (به پرتغالی: Isac Felix da Silva) مهاجم اهل برزیل است که در شهر فورتالزا، سئارا و در تاریخ ۸ ژوئن ۱۹۸۵ به دنیا آمده‌است.
ایساک فلیکس دا سیلوا در تیم‌های فوتبال Bahia سابقهٔ حضور دارد.